# Asobo Studio
Asobo Studio SARL là một công ty phát triển trò chơi điện tử của Pháp có trụ sở tại Bordeaux, Pháp được thành lập vào năm 2002. Hãng đã phát triển 17 trò chơi điện tử cho cả máy chơi game và PC, bao gồm cả những trò chơi điện tử chuyển thể từ các bộ phim của Pixar như: Ratatouille, WALL-E, Up và Toy Story 3.

## Lịch sử
Năm 2002, mười hai nhà phát triển trò chơi điện tử đã quyết định làm việc cùng nhau. Họ đã mua bản quyền trò chơi điện tử nhiều người chơi Super Farm trên hệ máy PlayStation 2 và thành lập Asobo Studio. Trò chơi điện tử này được phát hành lần đầu vào năm 2003 bởi Ignition Entertainment.
Trong những năm sau đó, hãng đã phát triển một số trò chơi cho nhiều nền tảng khác nhau, cho đến khi được nhà phát hành THQ chọn để tạo ra trò chơi điện tử chuyển thể từ bộ phim Ratatouille của hãng Pixar.
Asobo bắt đầu tăng tốc độ tăng trưởng, tuyển dụng khoảng 20% nhân viên mới mỗi năm, dẫn đến hai dây chuyền sản xuất riêng biệt. Asobo đã được chọn để phát triển những trò chơi điện tử chuyển thể từ các bộ phim tiếp theo của Pixar là WALL-E và UP.
Tại Hội nghị Trò chơi điện tử năm 2008, nhà phát hành trò chơi điện tử Codemasters đã công bố Fuel, một trò chơi đua xe được phát triển bởi Asobo Studio. Fuel được phát hành vào năm 2009 cho các hệ máy Xbox 360, PlayStation 3 và PC.
Công ty đã phát triển tựa game Kinect Rush: Disney-Pixar Adventure cho Xbox 360 Kinect từ năm 2010 đến 2012. Tựa game có hệ thống nhận dạng khuôn mặt, cho phép người chơi tạo hình đại diện Pixar của riêng họ, trông giống như họ. Tựa game các nhân vật từ các bộ phim của Pixar như Ratatouille, The Incredibles, Cars, Up, và Toy Story. Trò chơi được phát hành bởi Microsoft và Disney Interactive Studios vào tháng 3 năm 2012 trên toàn thế giới.
Vào Giáng sinh 2014, Asobo Studio hợp tác với Ubisoft để phát hành Monopoly Family Fun Pack trên PlayStation 3, PlayStation 4, Xbox 360 và Xbox One, bao gồm Monopoly Plus, My Monopoly và Monopoly Deal, cũng như The Crew cho Xbox 360.
Năm 2016, Asobo Studio hợp tác với Microsoft một lần nữa để phát hành hai trò chơi điện tử là HoloLens: Fragments và Young Conker. Cả hai trò chơi đều có sẵn trong Phiên bản dành cho nhà phát triển, được phát hành vào ngày 30 tháng 3 năm 2016.
Năm 2017, Asobo đã công bố A Plague Tale: Innocence, một trò chơi phiêu lưu hành động được phát hành bởi Focus Home Interactive. Sau đó, tựa game đã bị trì hoãn ngày phát hành đến ngày 14 tháng 5 năm 2019.

## Những tựa game đã phát triển
| Năm  | Game                                   | Nhà phát hành              | Các nền tảng | Các nền tảng | Các nền tảng | Các nền tảng | Các nền tảng | Các nền tảng | Các nền tảng | Các nền tảng | Các nền tảng | Các nền tảng | Các nền tảng | Các nền tảng |
| Năm  | Game                                   | Nhà phát hành              | PS2          | Xbox         | Win          | Mac          | GCN          | PSP          | Wii          | X360         | PS3          | PS4          | XOne         | NSW          |
| ---- | -------------------------------------- | -------------------------- | ------------ | ------------ | ------------ | ------------ | ------------ | ------------ | ------------ | ------------ | ------------ | ------------ | ------------ | ------------ |
| 2003 | Super Farm                             | Ignition Entertainment     | Có           | Không        | Không        | Không        | Không        | Không        | Không        | Không        | Không        | Không        | Không        | Không        |
| 2004 | Sitting Ducks                          | LSP                        | Có           | Có           | Có           | Không        | Không        | Không        | Không        | Không        | Không        | Không        | Không        | Không        |
| 2004 | The Mummy: The Animated Series         | HIP Interactive            | Có           | Không        | Có           | Không        | Không        | Không        | Không        | Không        | Không        | Không        | Không        | Không        |
| 2005 | Nemesis Strike                         | HIP Interactive            | Có           | Có           | Có           | Không        | Không        | Không        | Không        | Không        | Không        | Không        | Không        | Không        |
| 2006 | Garfield: A Tail of Two Kitties        | Game Factory               | Có           | Không        | Có           | Không        | Không        | Không        | Không        | Không        | Không        | Không        | Không        | Không        |
| 2007 | Ratatouille                            | THQ                        | Có           | Có           | Có           | Có           | Có           | Không        | Có           | Không        | Không        | Không        | Không        | Không        |
| 2008 | WALL-E                                 | THQ                        | Có           | Không        | Có           | Có           | Không        | Có           | Không        | Không        | Không        | Không        | Không        | Không        |
| 2009 | Fuel                                   | Codemasters                | Không        | Không        | Có           | Không        | Không        | Không        | Không        | Có           | Có           | Không        | Không        | Không        |
| 2009 | Up                                     | THQ                        | Có           | Không        | Có           | Có           | Không        | Có           | Không        | Không        | Không        | Không        | Không        | Không        |
| 2010 | Racket Sports Party                    | Ubisoft                    | Không        | Không        | Không        | Không        | Không        | Không        | Có           | Không        | Không        | Không        | Không        | Không        |
| 2010 | Toy Story 3                            | Disney Interactive Studios | Có           | Không        | Không        | Không        | Không        | Có           | Không        | Không        | Không        | Không        | Không        | Không        |
| 2010 | Racket Sports                          | Ubisoft                    | Không        | Không        | Không        | Không        | Không        | Không        | Không        | Không        | Có           | Không        | Không        | Không        |
| 2012 | Kinect Rush: A Disney-Pixar Adventure  | Microsoft Studios          | Không        | Không        | Có           | Không        | Không        | Không        | Không        | Có           | Không        | Không        | Có           | Không        |
| 2014 | The Crew                               | Ubisoft                    | Không        | Không        | Không        | Không        | Không        | Không        | Không        | Có           | Không        | Không        | Không        | Không        |
| 2014 | Monopoly Plus                          | Ubisoft                    | Không        | Không        | Có           | Không        | Không        | Không        | Không        | Có           | Có           | Có           | Có           | Có           |
| 2016 | Fragments – HoloLens                   | Microsoft Studios          | Không        | Không        | Có           | Không        | Không        | Không        | Không        | Không        | Không        | Không        | Không        | Không        |
| 2016 | Young Conker – HoloLens                | Microsoft Studios          | Không        | Không        | Có           | Không        | Không        | Không        | Không        | Không        | Không        | Không        | Không        | Không        |
| 2016 | ReCore                                 | Microsoft Studios          | Không        | Không        | Có           | Không        | Không        | Không        | Không        | Không        | Không        | Không        | Có           | Không        |
| 2017 | Disneyland Adventures                  | Microsoft Studios          | Không        | Không        | Có           | Không        | Không        | Không        | Không        | Không        | Không        | Không        | Có           | Không        |
| 2017 | Zoo Tycoon: Ultimate Animal Collection | Microsoft Studios          | Không        | Không        | Có           | Không        | Không        | Không        | Không        | Không        | Không        | Không        | Có           | Không        |
| 2019 | A Plague Tale: Innocence               | Focus Home Interactive     | Không        | Không        | Có           | Không        | Không        | Không        | Không        | Không        | Không        | Có           | Có           | Không        |